# 자유의 딸들
자유의 딸들(Daughters of Liberty)은 1765년 인지세법에 항의하기 위해 결성된 공식 여성 단체였으며, 이후 타운젠드 법에도 항의했고, 미국 독립 혁명 동안 자유를 위해 싸운다고 스스로를 지칭한 여성들을 통칭하는 용어였다.

## 활동
자유의 딸들의 주요 임무는 미국 독립 전쟁 발발 이전에 자유의 아들들을 도와 불매운동과 지지 운동을 통해 인지세법과 타운젠드 법에 항의하는 것이었다. 자유의 딸들은 방직 대회에 참가하여 식민지 주민들이 영국 직물 대신 입을 자가제 직물을 생산하는 데 도움을 주었다. 여성들은 또한 가정의 물품 구매를 담당했기 때문에 이러한 운동의 집행자로도 활용되었다. 그들은 동료 애국자들이 영국 상품 불매운동에 대한 약속을 지키는지 확인하는 것을 자신들의 의무로 여겼다.
자유의 딸들은 차법이 통과되고 영국 동인도 회사가 식민지 차에 대한 사실상의 독점권을 얻은 후 영국 차 불매 운동으로도 잘 알려져 있다. 그들은 나중에 "자유의 차"로 알려진 것을 마시기 시작했다. 라즈베리 또는 뉴저지 차(Ceanothus americanus) 잎은 흔히 차 대용품으로 사용되어 사람들이 영국을 통해 수입되는 상품 구매를 거부하면서도 차를 즐길 수 있도록 했다.
식민지 전역의 자유의 딸들 지부는 총알용 금속을 녹이고 군인들의 제복을 꿰매는 것을 도우면서 전쟁 노력에 참여했다. 자유의 아들들의 유명한 지도자 새뮤얼 애덤스는 "숙녀들이 우리 편이면 모든 토리당원을 떨게 할 수 있다"고 말한 것으로 전해진다.

## 자유의 딸들과 관련된 여성들
- 세라 브래들리 풀턴은 1773년 보스턴 차 사건에서의 역할로 가장 잘 알려져 있다. 그녀는 차 사건 참가자들이 영국 관리들의 탐지를 피하기 위해 모호크족 위장을 해야 한다는 아이디어를 낸 것으로 평가받는다. 이 제안으로 그녀는 "차 사건의 어머니"라는 별명을 얻었다. 그녀는 혁명 기간 내내 자유의 딸들의 적극적인 회원이였고, 후년에는 벙커 힐 전투를 돕기 위한 자원 간호사들을 조직하는 데 도움을 주었다.[6]
- 세라 프랭클린 배체는 자유의 딸들이자 외교관 벤저민 프랭클린의 딸이었다. 그녀는 혈통 외에도 1780년에 미국 병사들의 의상을 마련하는 데 도움을 준 것으로 가장 잘 알려져 있다.[7]
- 조지 워싱턴의 아내이자 미국의 대통령 배우자인 마사 워싱턴은 긴 겨울 숙영 기간 동안 워싱턴 장군과 합류하여 병사들을 위해 최대한 많은 것을 제공하는 데 중요한 역할을 했다.[8]
- 에스더 드 버트 리드는 1778년 대륙육군을 위한 식량과 의복 기금 마련에 헌신한 애국 조직인 필라델피아 숙녀회를 설립한 것으로 가장 잘 알려져 있다. 그녀는 런던에서 태어났지만, 왕실의 식민지에 대한 행동으로 영국에 반감을 갖게 되었고 애국 대의를 전적으로 지지하기로 결정했다. 그녀는 또한 식민지 여성들을 영국에 맞서는 싸움에 참여하도록 고무하려는 에세이인 "미국 여성의 감정"의 저자이기도 하다. 그녀는 조셉 리드와의 결혼을 활용하여 더 많은 영향력과 자원을 얻을 수 있었다.[9]
- 데버러 샘슨은 후에 독립 전쟁에 여성들이 참여한 상징으로 부상했다. 그녀는 외부에서 전쟁 노력을 지지하는 대신, 남장을 하고 로버트 셔틀리프라는 이름으로 전쟁에 참전했다. 그녀는 1781년에 전투에 참여했고, 그녀의 미래 남편은 결국 그의 사망 후이긴 하지만 그녀의 전쟁 복무에 대한 연금을 받았다.[10]
- 엘리자베스 니콜스 다이어는 보스턴 차 사건의 남자들에게 페인트를 섞어 바르는 일을 했다. 그녀는 남편 조셉 다이어와 함께 살았던 메인주 필립스에 있는 엘리자베스 니콜스 다이어 기념관에 묻혀 있다.[11]

## 내용주
1. ↑  Branson, Susan (2007). 《From Daughters of Liberty to Women in the Republic: American Women in the Era of the American Revolution》. New Brunswick: Rutgers University Press. 51쪽  – EBSCOhost 경유.
2. ↑  Allison, Robert (2011). 《The American Revolution: A Concise History》. New York: Oxford Press. ISBN 9780195312959.
3. ↑  “Sons and Daughters of Liberty”. 《ushistory.org》. 2016년 8월 21일에 원본 문서에서 보존된 문서. 2016년 12월 1일에 확인함.
4. ↑  Perry, Leonard. “Liberty Tea”. 《University of Vermont Extension Department of Plant and Soil Sciences》. University of Vermont. 2015년 10월 22일에 원본 문서에서 보존된 문서. 2016년 12월 1일에 확인함.
5. 1 2  Paludi, Michelle A., 편집. (2014). 《Women, Work, and Family: How Companies Thrive With a 21st Century Multicultural Workforce》. Santa Barbara: ABC-CLIO, LLC. 62쪽.
6. ↑  “Sarah Bradlee Fulton”. 《Boston Tea Party Ships and Museum》. 2017년 2월 4일에 확인함.
7. ↑  “Sarah Bache”. 《American Revolution.org》. 2016년 11월 27일에 확인함.
8. ↑  “First Lady's Biography: Martha Washington”. 《National First Ladies Library》. 2012년 6월 30일에 원본 문서에서 보존된 문서. 2016년 11월 27일에 확인함.
9. ↑  Arendt, Emily J. (2014). 《Ladies Going About for Money》. 《Journal of the Early Republic》 34. 170쪽. doi:10.1353/jer.2014.0024 – EBSCOhost 경유.
10. ↑  “Deborah Sampson (1760-1827)”. 《National Women's History Museum》. 2017년 7월 11일에 원본 문서에서 보존된 문서. 2016년 11월 27일에 확인함.
11. ↑  “Elizabeth Nichols Dyar Memorial History”. 《Daughters of the American Revolution Colonial Daughters Chapter》. Maine State Organization Daughters of the American Revolution. 2020년 1월 6일에 확인함.